# Cheongyang-eup
Cheongyang-eup (koreanska: 청양읍) är en köping i Sydkorea. Den är centralort i  kommunen Cheongyang-gun i provinsen Södra Chungcheong, i den centrala delen av landet, 130 km söder om huvudstaden Seoul.